# Фотоапарат
 Тази статия е за фотоапарат с филм.  За устройствата без филм вижте Цифров фотоапарат.  
Фотоапаратът е устройство за заснемане на единични или последователни изображения на реални обекти с помощта на светлината върху фоточувствителни материали (филм).

## История
Името „камера“, което понякога се използва като синоним на фотоапарат, идва от латинското камера обскура – „тъмна стая“. Първоначално се е използвало голямо помещение за проектиране на образи, като при съвременните апарати това помещение е умалено до удобни размери. Разбира се, тогава не е било възможно проектираните образи да се записват. Фотоапаратите могат да работят както във видимия спектър на светлината, така и в невидимия (ултравиолетов, инфрачервен, рентгенов) спектър.
Първият апарат, достатъчно удобен за практически цели, е бил направен от Йохан Цан през 1685, почти 150 години преди самото заснемане да стане възможно. Първите фотоапарати са много близки до модела на Цан, но имат добавен механизъм за поставяне на фотографски плаки за заснемане на образа. Плаките са били медни и са се произвеждали по процеса, изобретен от Жак Дагер. Докато хартиените снимки са били изобретени от Уилиям Фокс.
Първите фотографии са били направени през 1826 от Жозеф Нисефор Ниепс чрез използване на дървена кутия, направена от Чарлз и Винсент Шевалие в Париж. Ниепс създава първата снимка, базирайки се на откритието на Йохан Хенрих Шулц (1724), че смес от сребро и варовик потъмнява на слънчева светлина. Това е било раждането на фотографията, въпреки че самите апарати (камера обскура) са познати на човечеството много години преди това, но дотогава проектираният образ не е можело да се запазва.
През 1839 г. на пазара се появява първият фотоапарат (дагеротип), създаден от Луи Дагер.
Процесът на проявяване на плаките е изобретен от Фредерик Скот Аркер през 1850 година и позволява процесът на експонация да бъде сериозно намален, но е било нужно фотографите да подготвят плаките на място, което е изисквало винаги да има тъмна стая наблизо. Независимо от тези трудности, този процес на снимане е станал много разпространен. Били са изобретени фотоапарати, позволяващи процесът на нанасяне на светочувствителния слой и проявяването да се извършват в самия апарат.

## Устройство
Всеки фотоапарат се състои от няколко основни части. Кухо светонепропускливо тяло с отвор в единия край (преден), през който да влиза светлина, и на другия край (заден) записваща повърхност (плака, филм, електронен сензор), на която се проектира обектът, към който е насочен апаратът. Обектив, съставен от една или няколко лещи, които са поставени пред отвора и спомагащи в него да влиза повече светлина и образът на задната повърхност да е фокусиран. Светлият отвор в обектива обикновено се контролира от механична диафрагма или бленда, но при някои по-прости фотоапарати той е с фиксиран размер.
Размерът на отвора и яркостта на заснемания обект определят количеството светлина, което влиза в апарата за единица време. Факторът време се контролира от друга част, наречена затвор; той определя времето, през което образът ще бъде проектиран на задната повърхност на тялото. Този период се нарича време на експонация (виж още експозиция). Например при слабо осветени обекти времето на експонация би следвало да се увеличи или блендата да се отвори и така да се позволи на повече светлина да навлезе в апарата.
Поради оптичните характеристики на лещите, само обекти на определено разстояние от фотоапарата се проектират ясно. Процесът на настройка на това разстояние се нарича фокусиране на апарата. Някои камери нямат механизъм за фокусиране; вместо това те имат много малък отвор на блендата. Това осигурява сравнително добър фокус на всички обекти от някакво разстояние нататък (3 m – до безкрайност). Обикновено така са произведени най-евтините фотоапарати. Някои са произведени със система за ограничено фокусиране, като на потребителя е дадена възможност да избира между няколко фиксирани позиции, обикновено отбелязани с икони: близък портрет, портрет в цял ръст, пейзаж.
При фотоапаратите има различни механизми за наблюдение на заснеманото. Най-обикновеният от тях е посредством окуляр, който предоставя на снимащия оптическа картина близка до тази, която се проектира в самия апарат. При огледално-рефлексните фотоапарати светлината от лещите бива пренасочена към окуляра посредством система от огледало и призма. Така снимащият получава възможно най-пълна представа за това, което снима. При цифровите камери обикновено заснеманата сцена може да се гледа в реално време на дисплей на външната част на апарата.
Повечето от новите фотоапарати имат вградени системи за авто-фокус. Системите използват различни методи за фокусиране.
Традиционните лентови фотоапарати използват фотографски филм или фотографска плака за да заснемат формирания върху тях образ. Съвременните цифрови фотоапарати и видео камери използват CCD или CMOS електронни сензори, които регистрират светлината, а после информацията от тях бива прехвърлена на цифров носител. Това предоставя възможността да се преглежда вече заснетия материал.
Апаратите, които могат да заснемат много изображения последователно, се наричат видеокамери или кинокамери. Тези категории вече често се припокриват поради разширените възможности на цифровите апарати или нуждите от специални ефекти в киното.
Стереофотоапаратите обикновено са двуобективни и заснемат изображения със значително застъпване, поради базата (разстоянието) между обективите. Получава се стерео ефект, (както при наблюдаване с две очи) и при преглеждане със специална техника фотографираните образи изглеждат триизмерни.
Някои от фотоапаратите, снимащи с лента, имат устройства за отпечатване на датата върху кадъра.
Образът, който се получава върху заснетата лента, обикновено е негативен, лента с такъв образ се нарича негатив.